# Salzhemmendorf
Salzhemmendorf é um município da Alemanha localizado no distrito de Hamelin-Pyrmont, estado de Baixa Saxônia.